# 네이트 만화
네이트 만화는 포털 사이트 네이트에서 하고 있는 웹툰서비스이다. 2019년 1월 14일부터 무료 웹툰 서비스가 종료되었으며, 유료 만화 단행본 서비스만이 남아있다.

## 연재했던 만화
- 2차원 개그 시즌 2
- 사소한 냐냐